# Evgenia Vlasova
Eugenia Vlasova (uk.: Евгения Власова, Kiev, 8 de abril de 1978) é uma cantora ucraniana. 

## Álbuns

### Veter nadezhdy (Ветер надежды)
- 1. Ja - zhyvaja reka
- 2. Son
- 3. Zyma
- 4. Narysuju
- 5. O tebe
- 6. Dysko
- 7. Veter nadezhdy
- 8. Tam, hde ljubov'
- 9. Severnoe syjanye
- 10. Krasnoe solnce
- 11. Ne zabuvaj!

### Wind of Hope
- 1. Cry in the night
- 2. My wonderland
- 3. Love is a crazy game (ft. Andru Donalds)
- 4. Only you
- 5. Limbo (ft. Andru Donalds)
- 6. River of life
- 7. One night lover (ft. Andru Donalds)
- 8. Northern Light
- 9. Gonna be stronger
- 10. Wind of hope (ft. Andru Donald]])
- 11. Wind of hope (rmx) (ft. Andru Donald)

## Singles
- Live River
- Severnoye siyaniye (Northern Lights)
- O Tebe (About You),
- Budu silneye (I'll be strong)
- Wind of hope (ft. Andru Donalds)
- Plach obo me (Cry about me)
- Limbo (ft. Andru Donalds)
- Ya budu (I will)
- Шоу-тайм (Show-Time) #17